# Константинов, Владимир Андреевич
Влади́мир Андре́евич Константи́нов (укр. Константинов Володимир Андрійович; род. 19 ноября 1956 года, с. Владимировка, Слободзейский район, Молдавская ССР, СССР) — украинский и российский политический деятель. Председатель Государственного совета Республики Крым с 17 марта 2014 года. Секретарь Крымского регионального отделения партии «Единая Россия» с 7 апреля 2014 года. Член Генерального совета партии «Единая Россия».
Председатель Верховного Совета Автономной Республики Крым с 17 марта 2010 по 17 марта 2014. Депутат Верховного Совета Автономной Республики Крым (1998—2014).
Кавалер ордена «За заслуги перед Отечеством» I степени (2014). Заслуженный строитель Украины (1999). Почётный гражданин Республики Крым (2014). Заслуженный строитель Автономной Республики Крым (1999).
С 2 апреля 2014 года — в международном розыске. Находится под персональными международными санкциями 27 стран ЕС, Великобритании, США, Канады, Швейцарии, Австралии, Японии, Украины.

## Биография
В 1973—1974 годах в 17 лет, попал на Альминский комбинат строительных материалов треста «Крымстройд». работал помощником машиниста камнерезной машины Альминского комбината строительных материалов.
В 1979 году окончил Симферопольский филиал Севастопольского приборостроительного института по специальности «Промышленное и гражданское строительство».
1979 год — мастер Крымского ремонтно-строительного управления.
Позже призван на срочную службу в Вооружённые силы СССР.
1981—1982 годы — мастер.
1982—1986 годы — производитель работ.
1986—1989 годы — главный инженер.
1989—1991 годы — начальник Крымского специализированного ремонтно-строительного управления треста «Укрремстройматериалы».
С июня 1991 года по июнь 1993 года — генеральный директор арендной фирмы «Консоль».
С июля 1993 года по август 1998 года — генеральный директор.
С августа 1998 года по сентябрь 2001 года — президент-председатель.
С сентября по ноябрь 2001 года — председатель правления ООО фирмы «Консоль, Лтд».
С декабря 2001 года по август 2004 года — председатель корпорации «Укрросбуд».
С августа 2004 года по март 2010 года — президент корпорации «Укрросбуд».
Является почётным профессором Крымской национальной академии природоохранного и курортного строительства.

## Политическая деятельность

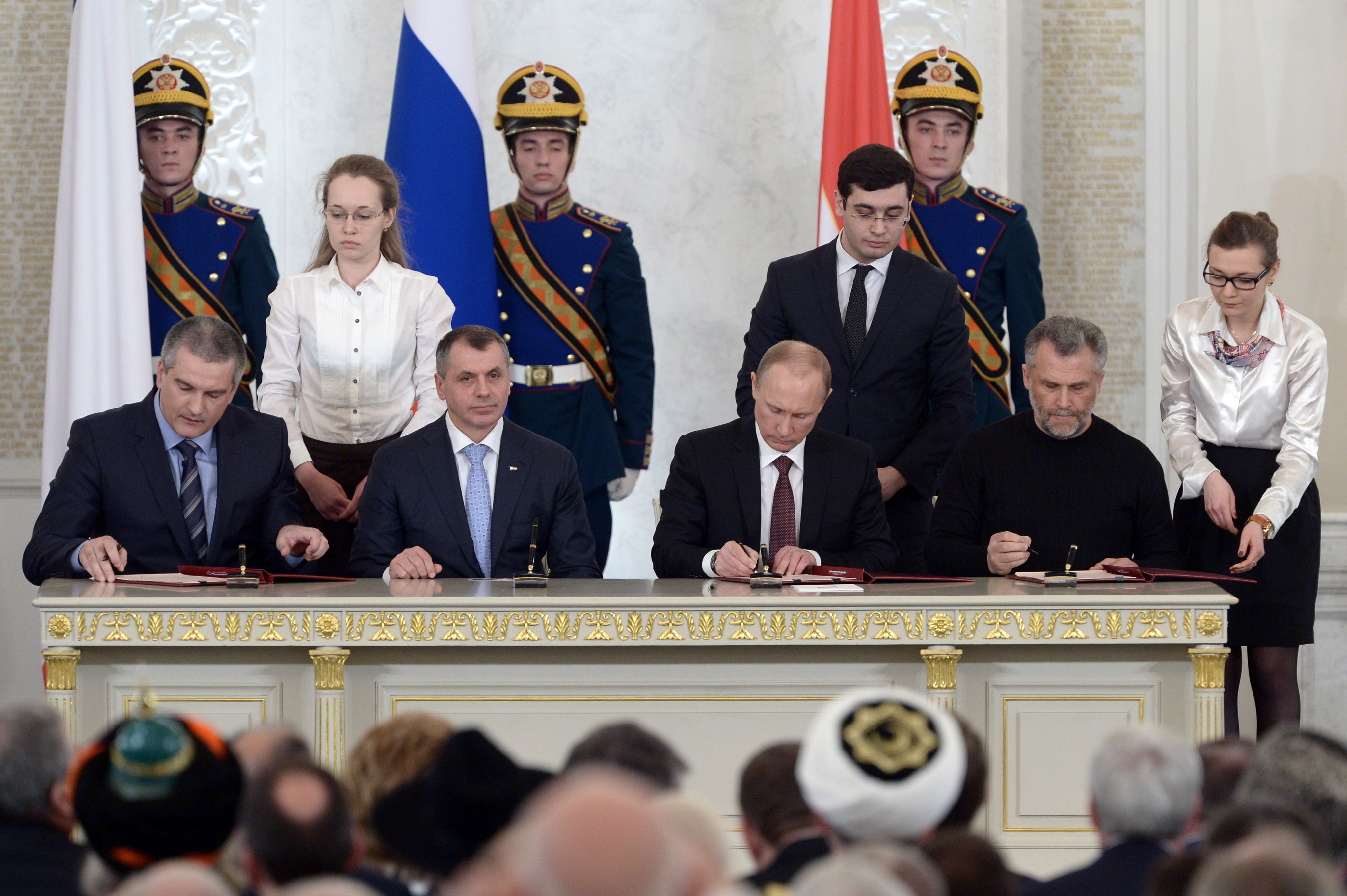
Подписание Договора о принятии Республики Крым в Российскую Федерацию.
Москва, Кремль, 18 марта 2014 года

1998—2014 годах — Депутат Верховного Совета Крыма 3-го, 5-го и 6-го созывов.
2010—2014 годах — Председатель Верховного Совета Автономной Республики Крым.
15 марта 2014 года постановлением Верховной рады Украины Верховный Совет Автономной Республики Крым был распущен, но Константинов и весь депутатский корпус не подчинились этому решению, ссылаясь на то, что решение Конституционного суда, на основании которого ВР издала постановление о роспуске ВС АРК, не могло быть основанием для такового (так как требовалось заключение КС). Через месяц, 10 апреля Центральная избирательная комиссия Украины, несмотря на решение украинского парламента, обратилась к Владимиру Константинову как к действующему председателю Верховного Совета АРК по вопросу о проведении на территории Крыма досрочных выборов президента Украины.
17 марта 2014 года в связи с провозглашением независимости Крыма должность председателя ВС АРК стала называться — Председатель Государственного Совета Республики Крым.
В марте — апреле 2010 года — исполнял обязанности председателя Крымской республиканской организации Партии регионов.
С апреля 2010 года — первый заместитель председателя Крымской республиканской организации Партии регионов.
С февраля 2014 года — председатель Крымской республиканской организации Партии регионов.
В феврале 2014 года, после смены центральной власти на Украине Константинов заявил о непризнании новой украинской власти и выступил за аннексию Крыма Россией.
28 февраля 2014 года Константинов заявил, что решений по отсоединению Крыма от Украины приниматься не будет.
Генеральная прокуратура Украины поставила вопрос об обвинении его в государственной измене.

### Председатель Государственного совета Республики Крым
18 марта 2014 года Председатель Государственного совета Республики Крым Владимир Константинов подписал международный Договор о принятии Республики Крым в Российскую Федерацию. Республика Крым считается принятой в Российскую Федерацию с даты подписания Договора. Со дня принятия Республики Крым в составе Российской Федерации образуются новые субъекты — Республика Крым и город федерального значения Севастополь.

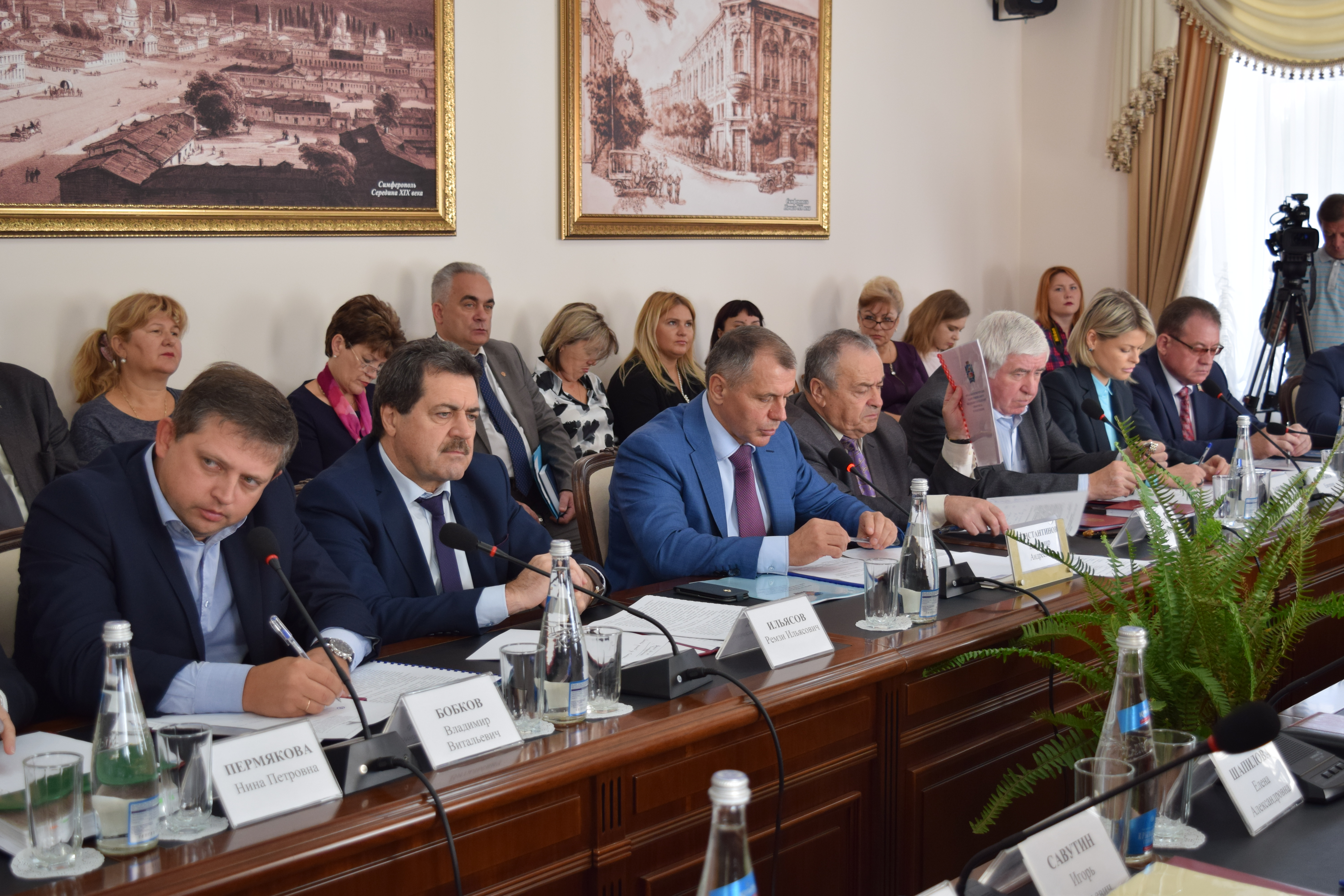
Владимир Константинов во время дня Государственного Совета Республики Крым, 2017 год

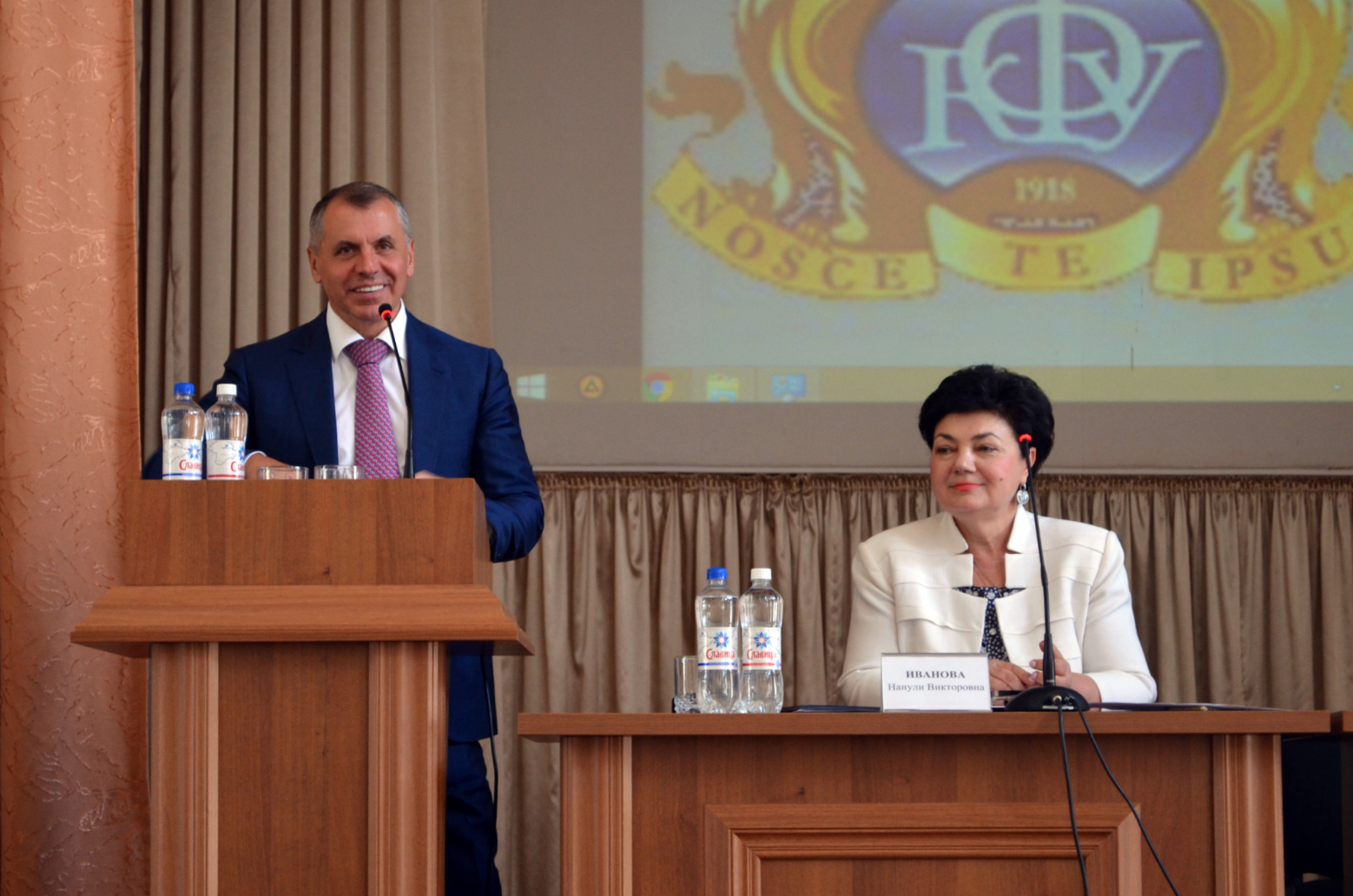
Владимир Константинов встрече со студентами Крымского федерального университета, 2016 год

25 марта 2014 года Владимир Константинов получил паспорт гражданина Российской Федерации.
7 апреля 2014 года вступил в «Единую Россию».
В апреле 2014 года был избран секретарём крымского регионального отделения Всероссийской политической партии «Единая Россия».
С 17 марта 2014 года — председатель Государственного совета Республики Крым переходного созыва.
С 19 сентября 2014 года — председатель Государственного совета Республики Крым первого созыва.
Сейчас Константинов уделяет внимание развитию подрастающего поколения, познанию им важных этапов жизни советского человека, в том числе Великой Отечественной войны.
В 2017 году неоднократно по инициативе Владимира Андреевича проводились соответствующие мероприятия.
В 2018 году во время выборов Президента Российской Федерации стал сопредседателем крымского штаба общественной поддержки Путина.
25 апреля 2018 года призвал жителей Крыма не посещать Украину.
7 мая 2018 года был приглашен на инаугурацию Президента России Владимира Путина.
5 июля 2018 года Константинов публично поддержал пенсионную реформу, на заседании 61 голосом — подавляющим большинством, представленным партией «Единая Россия» — одобрено повышение пенсионного возраста, против был только один депутат Госсовета Юрий Юрьев. По мнению спикера парламента, крымчане поддерживают реформу, предложенную правительством России.
14 июня 2019 года Владимир Константинов заявил о намерении участвовать в выборах Госсовета Крыма, которые назначены на 8 сентября.
26 июня 2019 года Владимир Константинов открыл последнюю десятую сессию Госсовета Крыма первого созыва. Он подвел итоги работы регионального парламента, так, Государственным Советом Республики Крым I созыва проведено 90 заседаний, принято 602 закона, из них 178 базовых. Кроме этого, Государственным Советом нынешнего созыва рассмотрен 1241 проект федеральных законов, из которых поддержаны 1039, заявил спикер.
29 июля 2019 года решением избирательной комиссии Республики Крым стал кандидатом в депутаты Государственного Совета Республики Крым второго созыва.
8 сентября 2019 года в единый день голосования Константинов избран депутатом Государственного Совета Крыма второго созыва.
20 сентября 2019 года Константинов вновь стал председателем Государственного совета Республики Крым на ближайшие пять лет, за его кандидатуру проголосовали 74 депутата крымского парламента, 1 депутат был против.

### Международные уголовные дела
2 апреля 2014 года Служба безопасности Украины объявила Константинова в розыск «в связи с действиями, направленными на насильственное изменение или свержение конституционного строя или на захват государственной власти» (ст. 109 УК Украины).
К моменту аннексии Крыма строительные структуры Константинова были должны украинским банкам более 1 млрд гривен (130 млн долларов). Материалы исков финансовых структур уже были зафиксированы в Едином реестре судебных решений.
Также Константинов длительное время возглавлял одну из самых крупных в Крыму строительных компаний, которая в конечном результате задолжала юридическим и физическим лицам 7,3 миллиона гривен. Именно по этой причине все счета фирмы были арестованы исполнительной службой Украины.
17 марта 2014 года Константинов включён Евросоюзом в санкционный список лиц, у которых в ЕС замораживаются активы и в отношении которых введены визовые ограничения.

## Международные санкции
Из-за поддержки российской агрессии и нарушения территориальной целостности Украины во время российско-украинской войны находится под персональными международными санкциями разных стран. С 14 марта 2022 года находится под санкциями всех стран Европейского союза. С 16 сентября 2022 года находится под санкциями Великобритании. С 17 марта 2014 года находится под санкциями Соединенных Штатов Америки. С 17 марта 2014 года находится под санкциями Канады. С 2 апреля 2020 года находится под санкциями Швейцарии. С 24 июня 2020 года находится под санкциями Австралии. С 5 августа 2014 года находится под санкциями Японии.
Указом Президента Украины Владимира Зеленского от 9 апреля 2021 находится под санкциями Украины.

## Семья
Жена — Елена Анатольевна (род. 1963).
Дети: сын — Олег (род. 1984) депутат Ялтинского городского совета 1 созыва, дочь — Екатерина (род. 1989). Внук — Владимир.

## Награды

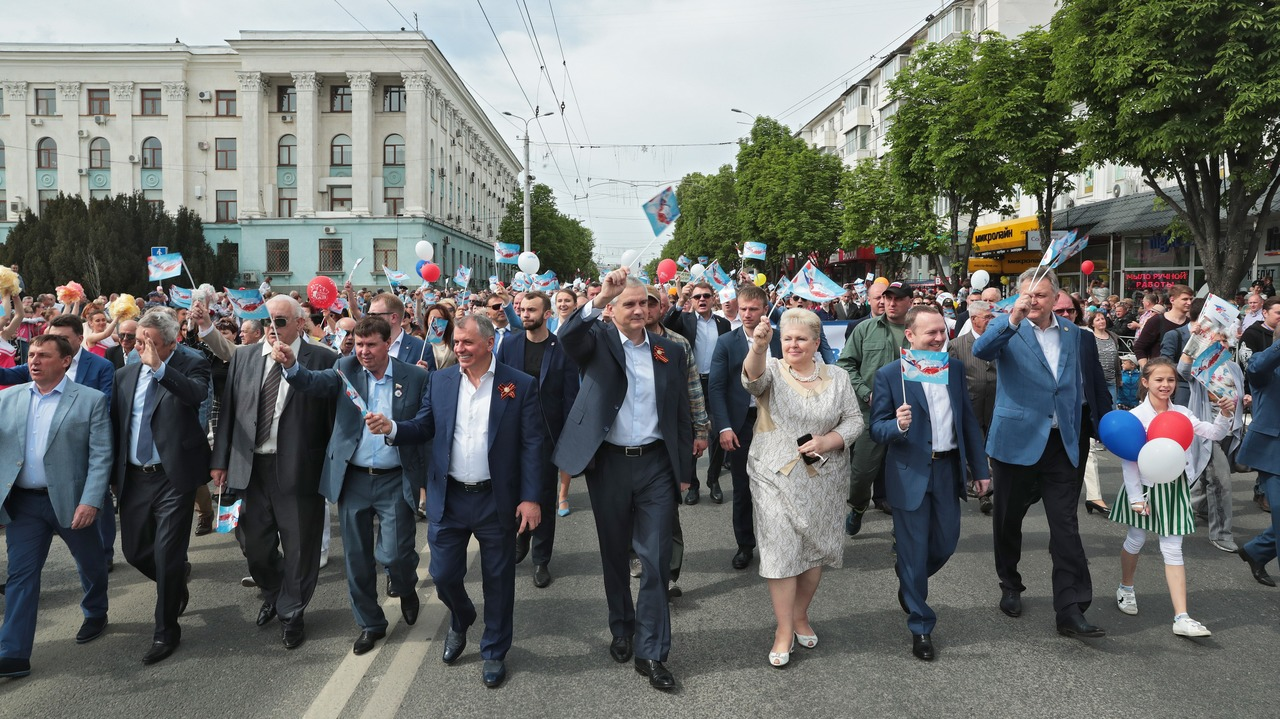
Владимир Константинов во время Первомая, 1 мая 2019 года

- Орден «За заслуги перед Отечеством» I степени (4 апреля 2014 года) — за большой вклад в укрепление российской государственности, подготовку и проведение общекрымского референдума о вхождении Республики Крым и города Севастополя в состав Российской Федерации, проявленные при этом высокую гражданскую позицию, мужество и самоотверженность[4]
- Орден Александра Невского (24 августа 2021 года) — за большой вклад в социально-экономическое развитие Республики Крым и активную общественно-политическую деятельность[32]
- Орден князя Ярослава Мудрого IV степени (2011 год).
- Орден князя Ярослава Мудрого V степени (6 августа 2007 года) — за весомый личный вклад в сооружение объектов промышленного, жилищного и социально-культурного назначения, развитие производства строительных материалов, значительные достижения в труде и по случаю Дня строителя[33]
- Орден «За заслуги» I степени (14 ноября 2006 года) — за весомый личный вклад в развитие агропромышленного комплекса Украины, достижения высоких показателей в производстве и переработке сельскохозяйственной продукции, многолетний добросовестный труд и по случаю Дня работников сельского хозяйства[34]
- Орден «За заслуги» II степени (5 августа 2004 года) — за весомый личный вклад в развитие строительной отрасли, сооружение объектов промышленного, социально-культурного назначения и жилья, многолетнюю добросовестную работу[35].
- Орден «За заслуги» III степени (6 апреля 2001 года) — за весомый личный вклад в реконструкцию республиканского стадиона в городе Симферополе, высокий профессионализм[36].
- Заслуженный строитель Украины (8 октября 1999 года) — за весомый личный вклад в развитие жилищного строительства, внедрение современных технологий и материалов[37].
- Государственная премия Украины в области архитектуры (27 июня 2006 года) — за архитектуру учебно-воспитательного комплекса «Украинская школа-гимназия» в городе Симферополе[38].
- Орден Дружбы (26 августа 2023 года, Южная Осетия) — за большой вклад в развитие сотрудничества между Республикой Южная Осетия и Российской Федерацией[39].
- Заслуженный строитель Автономной Республики Крым (1999 год).
- Знак отличия Автономной Республики Крым «За верность долгу» (20 ноября 2006 года) — за значительный личный вклад в развитие гражданского и промышленного строительства в Автономной Республике Крым, высокий  профессионализм, многолетний добросовестный труд и в связи с  50-летием со дня  рождения[40].
- Почётная грамота Совета министров Автономной Республики Крым (1999 год).
- Почётный знак Министерства внутренних дел Украины (2000 год).
- Почётный знак общественного признания международной благотворительной организации «Фонд общественного признания» (2002 год).
- Почётный гражданин Республики Крым (март 2015 года) — за выдающуюся роль в организации и проведении общекрымского референдума и в воссоединении Крыма с Россией, значительные личные заслуги в деле укрепления мира, межнационального и межконфессионального согласия, в государственной деятельности, направленной на социально-экономическое и духовное развитие Республики Крым[41].
- Орден «Содружество» (3 декабря 2004 года, Межпарламентская ассамблея СНГ) — за активное участие в деятельности Межпарламентской Ассамблеи и её органов, вклад в укрепление дружбы между народами государств — участников Содружества[42]
- Медаль «За освобождение Крыма и Севастополя» (17 марта 2014 года) — за личный вклад в дело по возвращению Крыма в Россию[43]
- Юбилейный нагрудный знак Московской областной Думы «20 лет Московской областной Думе» (28 ноября 2013 года)[44]
- Юбилейный нагрудный знак Московской областной думы «25 лет Московской областной думе» (22 ноября 2018 года)[45]